# Єжи Антчак
Єжи Антчак (пол. Jerzy Antczak; нар. 25 грудня 1929) — польський режисер театру та кіно.
1953 року закінчив Вищу державну театральну школу ім. Леона Шиллера (попередницю Кіношколи в Лодзі). 1957 року був директором театру «7,15» в Лодзі, 1959 року — головний режисер телевізійного центру в Лодзі. Від 1963 року — головний режисер Варшавського телевізійного центру.
В 1963—1975 роках головний режисер Театру телебачення.
1976 року фільм Антчака «Ночі і дні» був номінований на Оскара в категорії «Найкращий фільм іноземною мовою».
Від 1979 року проживає в США з дружиною Ядвігою Баранською, працює викладачем в Каліфорнійському університеті.
Від початку 1990-их тимчасово перебував у Польщі, знімаючи два фільми.

## Фільмографія
- «Wystrzał» (1965)
- «Mistrz» (1966)
- 1968 : «Графиня Козель»[pl] / (Hrabina Cosel) (також трисерійна телевізійна версія)
- «Epilog norymberski» (1971)
- 1975 : «Ночі і дні» / (Noce i dnie) (також 12-серійна телевізійна версія)
- «Dama Kameliowa» (1995)
- «Chopin. Pragnienie miłości» (2002, також англомовна версія «Chopin. Desire for love»)